# Андрід (комуна)
Андрід (рум. Andrid) — комуна у повіті Сату-Маре в Румунії. До складу комуни входять такі села (дані про населення за 2002 рік):
- Іріна (560 осіб)
- Андрід (1321 особа) — адміністративний центр комуни
- Діндешть (800 осіб)

Комуна розташована на відстані 448 км на північний захід від Бухареста, 51 км на південний захід від Сату-Маре, 125 км на північний захід від Клуж-Напоки.

## Населення
За даними перепису населення 2002 року у комуні проживала 2681 особа.
Національний склад населення комуни:
| Національність | Кількість осіб | Відсоток |
| -------------- | -------------- | -------- |
| румуни         | 1369           | 51,1%    |
| угорці         | 1145           | 42,7%    |
| цигани         | 161            | 6,0%     |
| німці          | 3              | 0,1%     |
| євреї          | 2              | 0,1%     |
| українці       | 1              | < 0,1%   |

Рідною мовою назвали:
| Мова      | Кількість осіб | Відсоток |
| --------- | -------------- | -------- |
| румунська | 1387           | 51,7%    |
| угорська  | 1290           | 48,1%    |
| циганська | 2              | 0,1%     |
| німецька  | 2              | 0,1%     |

Склад населення комуни за віросповіданням:
| Релігія            | Кількість осіб | Відсоток |
| ------------------ | -------------- | -------- |
| православні        | 1433           | 53,5%    |
| реформати          | 1063           | 39,6%    |
| римо-католики      | 79             | 2,9%     |
| греко-католики     | 57             | 2,1%     |
| баптисти           | 27             | 1,0%     |
| п'ятдесятники      | 12             | 0,4%     |
| юдеї               | 2              | 0,1%     |
| не релігійні       | 2              | 0,1%     |
| не вказали релігію | 6              | 0,2%     |